# Elimaea atrata
Elimaea atrata är en insektsart som beskrevs av George Clifford Carl 1914. Elimaea atrata ingår i släktet Elimaea och familjen vårtbitare. Inga underarter finns listade i Catalogue of Life.